# 2045 Initiative
2045 Initiative ist der Name einer Non-Profit-Organisation, die im Februar 2011 vom russischen Milliardär und Unternehmer Dmitri Izkow gegründet wurde. Ziel der gemeinnützigen Initiative ist es, ein Netzwerk von Forschern im Bereich der Lebensverlängerung aufzubauen, deren Forschung sich auf die Kombination von Gehirnemulation und Robotik spezialisiert, um bis 2045 Cyborgs hervorzubringen, die kybernetisch unsterblich sein sollen. Izkow will so den Fortbestand der menschlichen Spezies sicherstellen.

## Roadmap
Die Realisierung des Projekts soll in vier Schritten erfolgen.

### Avatar A
Zeitraum: 2015 bis 2020
Ziel: Herstellung eines androiden Roboters des menschlichen Körpers, der vollständig mithilfe von Brain-Computer-Interfaces (BCIs) ferngesteuert werden kann.
Dieses Ziel wurde im geplanten Zeitrahmen nicht erreicht.

### Avatar B
Zeitraum: 2020 bis 2025
Ziel: Bereitstellung eines autonomen Erhaltungssystems für das menschliche Gehirn, in das dieses transplantiert werden soll.

### Avatar C
Zeitraum: 2030 bis 2035
Ziel: Ein Avatar mit künstlichem Gehirn, in das die menschliche Persönlichkeit transferiert werden soll.

### Avatar D
Zeitraum: 2040 bis 2045
Ziel: Substanz-unabhängiges Gehirn, das auf Körper mit vielfältigen Zusammensetzungen hochgeladen werden kann.

## Rezeption
Laut dem Neurowissenschaftler Randal Koene, der für das Center for Memory and Brain der Boston University arbeitete, sprechen alle Anzeichen dafür, dass das Projekt theoretisch möglich ist.
Der brasilianische Neurowissenschaftler Miguel Nicolelis von der Duke University sagt, es sei „[...] einfach unmöglich, diese [dynamische] Komplexität [des Gehirns] zu der Art von algorithmischen Verfahren zu reduzieren, die man dafür benötigt.“
Ken Hayworth des Janelia Research Campus in Virginia betrachtet in diesem Zusammenhang das menschliche Gehirn wie einen Computer: „In this analogy the brain turns inputs, sensory data, into outputs, our behaviour, through computations. This is where the theoretical argument for mind uploading starts. If this process could be mapped, the brain could perhaps be copied in a computer, along with the individual mind it gives rise to.“ („In dieser Analogie wandelt das Gehirn Eingaben, also sensorische Daten, durch Berechnungen in Ausgaben, unser Verhalten, um. Hier setzt das theoretische Argument für den Gedanken-Upload an. Wenn dieser Prozess abgebildet werden könnte, könnte das Gehirn vielleicht auf einen Computer kopiert werden, zusammen mit dem individuellen Geist, den es hervorbringt“).